# Jeremy Rifkin

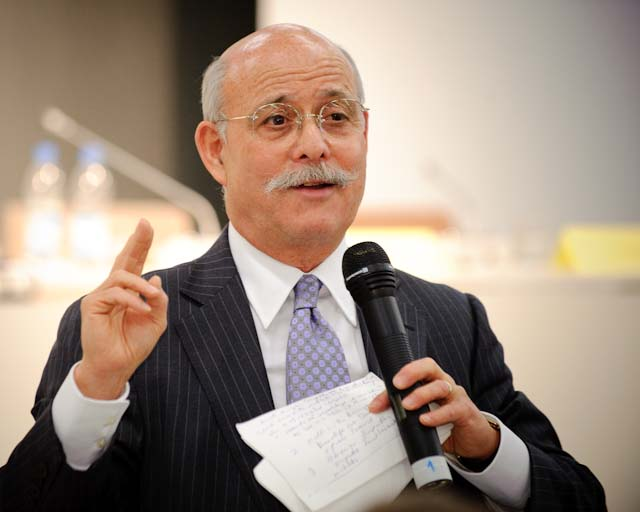
Jeremy Rifkin en el año 2009.

Jeremy Rifkin (1945, Denver, Colorado) es un sociólogo, economista, escritor, orador, asesor político y activista estadounidense.
Rifkin investiga el impacto de los cambios científicos y tecnológicos en la economía, la fuerza de trabajo, la sociedad y el medio ambiente. Uno de sus libros de más éxito y reconocimiento es el que se titula El fin del trabajo, del año 1995.

## Biografía
Rifkin es licenciado en Economía por la Escuela Wharton de Finanzas y Comercio de la Universidad de Pensilvania y maestro en Relaciones Internacionales por la Fletcher School of Law and Diplomacy de la Universidad Tufts.
Es profesor de la Escuela Wharton de Finanzas y Comercio y presidente de la Foundation on Economic Trends, con sede en Washington, una fundación que estudia las tendencias económicas y que él mismo fundó en 1977.

### Juventud
Rifkin nació en Denver, Colorado, siendo sus padres Vivette Ravel Rifkin y Milton Rifkin, un fabricante de bolsas de plástico. Creció en el lado suroeste de Chicago. Fue presidente de su clase en la Escuela Wharton de la Universidad de Pensilvania; recibió el premio general de la Asociación de Antiguos Alumnos de la escuela de Merit. 
En 1966, mientras caminaba por el campus universitario, Rifkin fue testigo de cómo un grupo de estudiantes que protestaban ante la administración universitaria por la guerra de Vietnam era golpeado con brutalidad. Luego de este episodio, decide organizar una manifestación en favor de la libertad de expresión, así como involucrarse activamente en el movimiento pacifista.

### Años 1970
El 16 de diciembre de 1973, Rifkin organizó una masiva protesta en contra de las compañías petroleras en la conmemoración del 200 aniversario de la Fiesta del Té de Boston, en el puerto de Boston. Miles se unieron a la protesta, los activistas arrojaron barriles de petróleo vacíos en el puerto de Boston. La protesta se produjo a raíz del aumento de los precios de la gasolina en el otoño de 1973, tras el embargo petrolero de la OPEP; para diciembre, el precio del barril de crudo pasó de 3 a 11.65 dólares en el mercado mundial. Esa tarde fue llamada Boston Oil Party por la prensa.
En 1977, con Ted Howard, fundó la Fundación de Tendencias Económicas, la cual está activa en asuntos nacionales e internacionales de políticas públicas relacionadas con el medio ambiente, la economía y el cambio climático. FOET examina las nuevas tendencias y sus impactos en el medio ambiente, la economía, la cultura y la sociedad, y se involucra en un litigio, la educación pública, la creación de coaliciones y de las organizaciones de base las actividades para alcanzar sus objetivos. Rifkin se convirtió en uno de los primeros grandes críticos de la industria biotecnológica naciente con la publicación, en 1977, de su libro ¿Quién debe jugar a ser Dios?.

### Años 1980
La obra de Rifkin titulada Entropy (1980) analiza cómo la entropía se aplica a la energía nuclear y la solar, la decadencia urbana, la actividad militar, la educación, la agricultura, la salud, la economía y la política. Esta percepción sobre nuestra sociedad fue llamada por la prensa «una comprensiva cosmovisión», así como «un sucesor apropiado de... Primavera silenciosa (de Rachel Carson), El círculo que se cierra (de Barry Commoner), Los límites del crecimiento (del MIT), y Lo pequeño es hermoso: economía como si la gente importara (de Ernst Friedrich Schumacher)» por el Minneapolis Tribune.
En 1988, Rifkin reunió a científicos del clima y ambientalistas de 35 países en Washington D. C., para la primera reunión de la llamada Global Greenhouse Network. Y ese mismo año, Rifkin dictó una serie de conferencias en Hollywood sobre el calentamiento global y el medio ambiente, con el objetivo de organizar una gran campaña. Poco después, se formaron dos organizaciones ambientalistas en Hollywood: Earth Communications Office (ECO); Environmental Media Association (EMA).

### Años 1990
En 1992, Rifkin lanzó la Campaña Más Allá del Bife, una coalición de seis grupos ecologistas como Greenpeace, Rainforest Action Network, y Public Citizen, con el objetivo de fomentar una reducción del 50% en el consumo de carne de vacuno, con el argumento de que las emisiones de metano del ganado tiene un efecto calienta 23 a 50 veces mayor que el dióxido de carbono.
A partir de 1994, Rifkin fue profesor en el programa de educación ejecutiva de la Escuela Wharton de la Universidad de Pensilvania, donde se instruye a los directores ejecutivos y de gestión empresarial de alto nivel de todo el mundo sobre las nuevas tendencias en la ciencia y la tecnología.
Su libro de 1995, El fin del trabajo, se acreditará por alguna de ayudar a dar forma al debate mundial en la automatización, el desplazamiento de la tecnología, la reducción de las empresas y el futuro de los puestos de trabajo. Al informar sobre la creciente controversia sobre la automatización y la tecnología de desplazamiento en 2011, The Economist señaló que Jeremy Rifkin llamó la atención sobre la parte posterior tendencia en 1995 con la publicación de su libro El fin del trabajo. The Economist preguntó: «¿Qué pasa... cuando las máquinas son lo suficientemente inteligentes para convertirse en trabajadores? En otras palabras, cuando el capital se convierte en mano de obra». The Economist señaló que «esto es lo que Jeremy Rifkin, un crítico social, conducía en su libro El fin del trabajo, publicado en 1995... El Sr. Rifkin argumenta proféticamente que la sociedad estaba entrando en una nueva fase, una en sería necesario que cada vez menos trabajadores para producir todos los bienes y servicios consumidos. "En próximos años", escribió, "las tecnologías de software más sofisticadas van a llevar la civilización cada vez más a un mundo casi sin trabajo. El proceso ya ha comenzado"».
Su libro de 1998, El siglo de la biotecnología, se ocupa de cuestiones que acompañan a la nueva era del comercio genético. En su reseña del libro, la revista Nature observó que «Rifkin hace su mejor trabajo en llamar la atención sobre el creciente inventario de los peligros reales y potenciales y los acertijos éticos planteados por las tecnologías genéticas... En un momento en que las instituciones científicas están luchando con la comprensión pública de la ciencia, no hay mucho que se puede aprender del éxito de Rifkin como comunicador
público de las tendencias científicas y tecnológicas».

### Años 2000

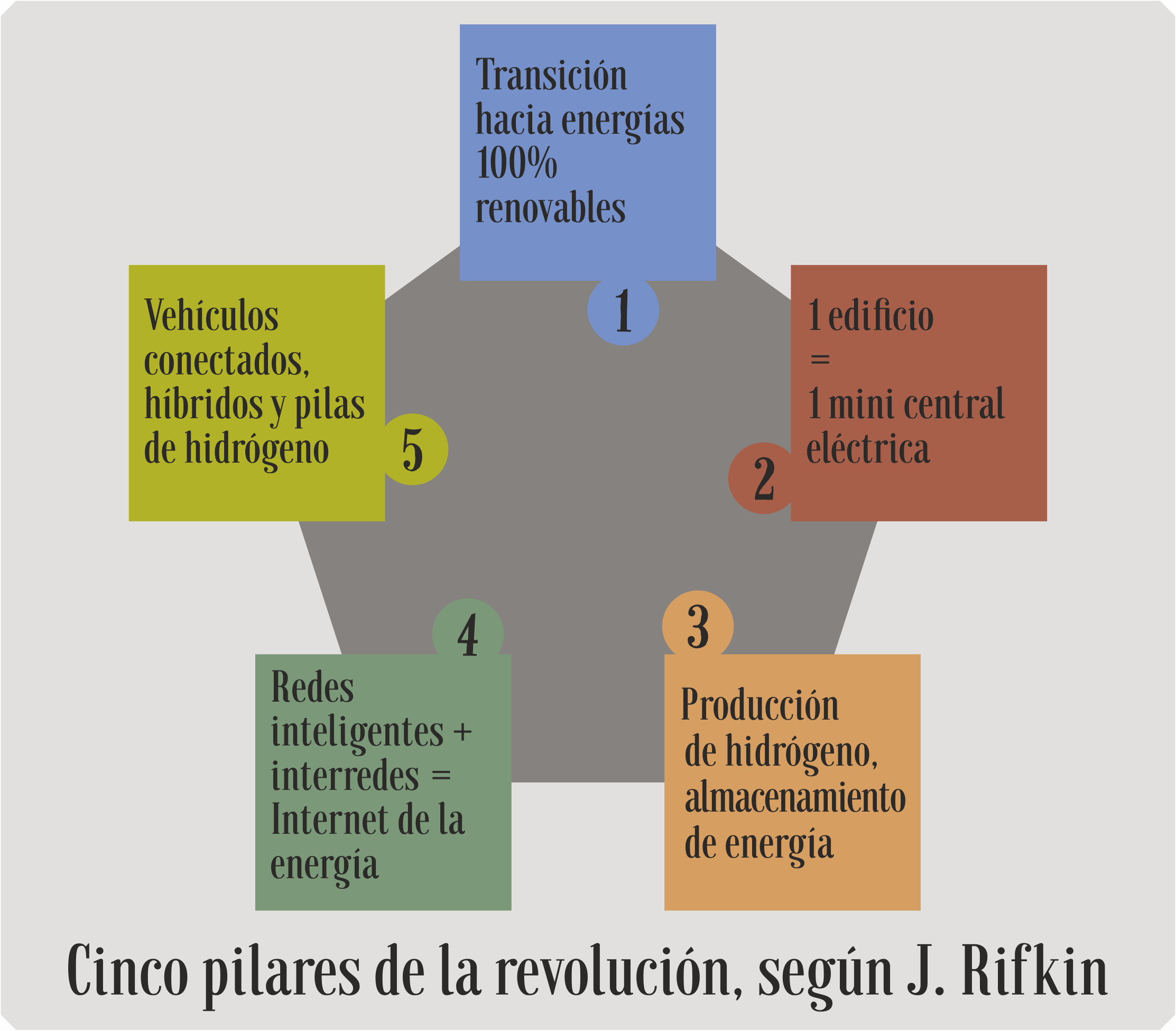
Diagrama mostrando los cinco pilares de la Tercera Revolución Industrial. El futuro escenario planteado por el llamado Negavatio utilizará un almacenamiento intermedio de energía a través de metano inyectado en depósitos subterráneos, así como a través de energía aportada a la propia red. Así mismo, será posible enriquecer el gas inyectado como reserva con algo de hidrógeno puro.

Después de la publicación de La economía del hidrógeno, Rifkin trabajó tanto en los EE. UU. y Europa para avanzar en la causa política de hidrógeno generado renovables. En los EE. UU., Rifkin fue instrumental en la fundación de la Coalición de hidrógeno verde, que consta de trece organizaciones ambientalistas y políticos que están comprometidos con la construcción de una economía basada en el hidrógeno renovable. Su libro de 2004 The European Dream fue un éxito de ventas internacional y ganador del Premio 2005 Corine Internacional del Libro en Alemania para el mejor libro de economía del año.
Rifkin es el principal arquitecto del plan Tercera Revolución Industrial a largo plazo la sostenibilidad económica para hacer frente al triple reto de la crisis económica global, la seguridad energética y el cambio climático. La Tercera Revolución Industrial fue aprobado formalmente por el Parlamento Europeo en 2007 y ahora está siendo implementado por diversos organismos de la Comisión Europea. Rifkin ha dado una conferencia antes de que muchas compañías de Fortune 500, así como cientos de gobiernos, organizaciones de la sociedad civil y las universidades en los últimos treinta cinco años.
Rifkin es el fundador y presidente de la Tercera Revolución Industrial Negocio Global CEO Roundtable, que comprende más de cien de las mayores empresas del mundo líderes en energías renovables, empresas constructoras, estudios de arquitectura, empresas inmobiliarias, empresas de empresas de energía y servicios públicos de TI, y el transporte y la logística empresas. Equipo de desarrollo económico global de Rifkin está trabajando con las ciudades, las regiones y los gobiernos nacionales para elaborar planes maestros para la transición de sus economías en las infraestructuras de la Tercera Revolución Industrial post-carbono. En 2009, Rifkin y su equipo desarrollaron planes maestros Tercera Revolución Industrial para las ciudades de San Antonio, Texas, y en Roma, Italia, para la transición de sus economías en los primeros puestos las zonas urbanas de carbono en el mundo.

### Años 2010
En 2011, Rifkin publicó La Tercera Revolución Industrial. Cómo el poder lateral va a transformar la energía, la economía y el mundo. El libro fue parte de la lista de los más vendidos del periódico The New York Times y ha sido traducido a quince idiomas. En 2013, se vendieron 100.000 copias sólo en China.
En 2011, también, la Tercera Revolución Industrial de Rifkin y el plan de desarrollo económico fue abrazado por la Organización de las Naciones Unidas para el Desarrollo Industrial. Citando al Dr. Kandeh K. Yumkella, director general de la ONU y presidente de la Energía, «una estrategia de provocación para la transformación del sistema energético global. Este libro puede ayudar a enmarcar las soluciones sociales y económicas de los 1,5 mil millones de personas más pobres que carecen de acceso a agua limpia, servicios confiables y eficientes de energía». Hablando junto a Rifkin, en una conferencia de prensa conjunta en la conferencia bianual ONUDI en 2011, director general Yumkella dijo: «Creemos que estamos en el comienzo de una Tercera Revolución Industrial y quiero que todos los países miembros de la ONUDI para escuchar el mensaje y la pregunta clave: ¿cómo se aplica esto a nuestras economías, ¿cómo podemos ser parte de esta revolución y, por supuesto, ¿cómo compartir el conocimiento, el capital social y las inversiones en todo el mundo para hacer esta revolución realmente suceda?».
Jeremy Rifkin pronunció un discurso en la Cumbre Global Verde 2012 el 10 de mayo de 2012 —la conferencia fue organizada por el Gobierno de la República de Corea y el Instituto Global de Crecimiento Verde, en asociación con la Organización para la Cooperación y el Desarrollo Económico y Programa de las Naciones Unidas—. El presidente Lee Myung-bak de Corea del Sur también tiene un discurso en la conferencia y abrazó la Tercera Revolución Industrial para promover una economía verde.
El 29 de mayo de 2012, Rifkin pronunció el discurso principal en la Conferencia de la Comisión Europea: Crecimiento Misión; Europa en la entrega de la nueva Revolución Industrial. En la conferencia, organizada por José Manuel Barroso, Presidente de la Comisión Europea, y Antonio Tajani, Vicepresidente de la Comisión Europea y el Ministerio de Industria y Empresa, el Sr. Rifkin presenta el plan de desarrollo de la Unión Europea a largo plazo para la transición económica la economía europea en la era de la Tercera Revolución Industrial.
En diciembre de 2012, Bloomberg Businessweek informó que el primer ministro electo de China, Li Keqiang es un fan de Jeremy Rifkin y «había dicho a sus académicos estatales para prestar mucha atención» al libro de Rifkin, La Tercera Revolución Industrial.
Rifkin recibió el Premio de América de la Fundación Italia-EE. UU. en 2012. En la actualidad trabaja en una oficina en Bethesda, Maryland, un suburbio de Washington D. C..
En 2013, la región septentrional francesa de Nord-Pas-de-Calais contrató a Rifkin y su equipo para desarrollar un plan maestro para ayudar a la transición de la región en un paradigma económico próspero y sostenible. Kazajistán también contrató a Rifkin para desarrollar una estrategia de economía verde y ayudar con la planificación de la Expo 2017, titulada «Expo Energía 2017».

### Consultor político
Rifkin ha asesorado tanto a la Comisión Europea y el Parlamento Europeo. Rifkin también ha asesorado al primer ministro José Luis Rodríguez Zapatero de España durante su presidencia de la Unión Europea. Rifkin también se desempeñó como asesor de la canciller alemana Angela Merkel, del primer ministro José Sócrates de Portugal, del presidente francés Nicolas Sarkozy y del primer ministro Janez Jana de Eslovenia, durante sus respectivas presidencias del Consejo Europeo, en temas relacionados con la economía, el cambio climático y la seguridad energética. Rifkin está trabajando con las autoridades europeas para ayudar a dar forma a una Tercera Revolución y un plan de desarrollo económico industrial a largo plazo en la Unión Europea.

### Divulgador y escritor
Ha escrito numerosos libros sobre el impacto de la ciencia y la tecnología en la economía, en la sociedad y el medio ambiente, entre ellos Entropía: hacia el mundo invernadero (Urano, 1990), Las guerras del tiempo, El siglo de la biotecnología y El sueño europeo (Paidós, 2004).

#### Fin del trabajo
En 1995, su libro El fin del trabajo se constituyó en un best seller, punto obligado de referencia y objeto de fuertes controversias, tanto en los escenarios políticos como académicos.
En El fin del trabajo plantea que el fin del trabajo es algo inevitable, en razón de la globalización y de las nuevas tecnologías de la información y la comunicación (TICs) que pueden aumentar la productividad rápidamente. Esto traería como consecuencia un alto desempleo estructural que exige medidas más allá de la tradicional flexibilidad laboral, como son la necesaria reducción de la jornada de trabajo, la potenciación de la economía social o tercer sector (distinto del Estado y del mercado que genere nuevos empleos y una nueva economía) además de poner en marcha la renta básica.

#### Economía del hidrógeno
Es un divulgador muy prolífico, que ha escrito numerosos artículos y libros. En relación con la emergente economía de hidrógeno apuesta por replantearse el sistema económico que agota los recursos naturales. En su libro La economía del hidrógeno (Paidós, 2002) defiende la idea de un modelo económico basado en la producción de hidrógeno y su uso como energía alternativa a los combustibles fósiles (vehículos de hidrógeno y otras tecnologías de hidrógeno).

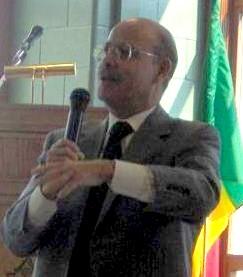
Jeremy Rifkin el 8 de septiembre de 2006, durante una actividad académica que tuvo lugar en Beaver Falls, Pensilvania, Estados Unidos.

## Obras principales publicadas
- 2019 • El Green New Deal global: Por qué la civilización de los combustibles fósiles colapsará en torno a 2028 y el audaz plan económico para salvar la vida en la tierra. Editorial Planeta, ISBN 978-8449336270
- 2014 • La sociedad de coste marginal cero (Paidós)
- 2011 • La Tercera Revolución Industrial
- 2010, La civilización empática Editorial Paidós. ISBN 978-84-493-2356-0
- 2004 • The European Dream: How Europe's Vision of the Future is Quietly Eclipsing the American Dream, Jeremy P. Tarcher, ISBN 1-58542-345-9
- 2002 • The Hydrogen Economy: The Creation of the Worldwide Energy Web and the Redistribution of Power on Earth, Jeremy P. Tarcher, ISBN 1-58542-193-6
- 2000 • The Age Of Access: The New Culture of Hypercapitalism, Where All of Life is a Paid-For Experience, Putnam Publishing Group, ISBN 1-58542-018-2
- 1999, El siglo de la biotecnología
- 1998 • The Biotech Century: Harnessing the Gene and Remaking the World, J P Tarcher, ISBN 0-87477-909-X
- 1995 • El fin del trabajo (The End of Work: The Decline of the Global Labor Force and the Dawn of the Post-Market Era), Putnam Publishing Group, ISBN 0-87477-779-8
- 1992 • Beyond Beef: The Rise and Fall of the Cattle Culture, E. P. Dutton, ISBN 0-525-93420-0
- 1992 • Voting Green: Your Complete Environmental Guide to Making Political Choices In The 90s, with Carol Grunewald Rifkin, Main Street Books, ISBN 0-385-41917-1
- 1991 • Biosphere Politics: A New Consciousness for a New Century, Crown, ISBN 0-517-57746-1
- 1990 • The Green Lifestyle Handbook: 1001 Ways to Heal the Earth (edited by Rifkin), Henry Holt & Co, ISBN 0-8050-1369-5
- 1987 • Time Wars: The Primary Conflict In Human History, Henry Holt & Co, ISBN 0-8050-0377-0
- 1985 • Declaration of a Heretic, Routledge & Kegan Paul Books, Ltd, ISBN 0-7102-0709-3
- 1983 • Algeny: A New Word—A New World, en colaboración con Nicanor Perlas, Viking Press, ISBN 0-670-10885-5
- 1980 • Entropy: A New World View, con Ted Howard (afterword by Nicholas Georgescu-Roegen), Viking Press, ISBN 0-670-29717-8
- 1979 • The Emerging Order: God in the Age of Scarcity, con Ted Howard, Putnam, ISBN B0006DCHX4
- 1978 • The North Will Rise Again: Pensions, Politics and Power in the 1980s, con Randy Barber, Beacon Press, ISBN 0-8070-4787-2
- 1977 • Own Your Own Job: Economic Democracy for Working Americans
- 1977 • Who Should Play God? The Artificial Creation of Life and What it Means for the Future of the Human, con Ted Howard, Dell Publishing Co., ISBN 0-440-19504-7
- 1975 • Common Sense II: The case against corporate tyranny, Bantam Books
- 1973 • How to Commit Revolution American Style, con John Rossen, Lyle Stuart Inc., ISBN 0-8184-0041-2